# Dushinsky

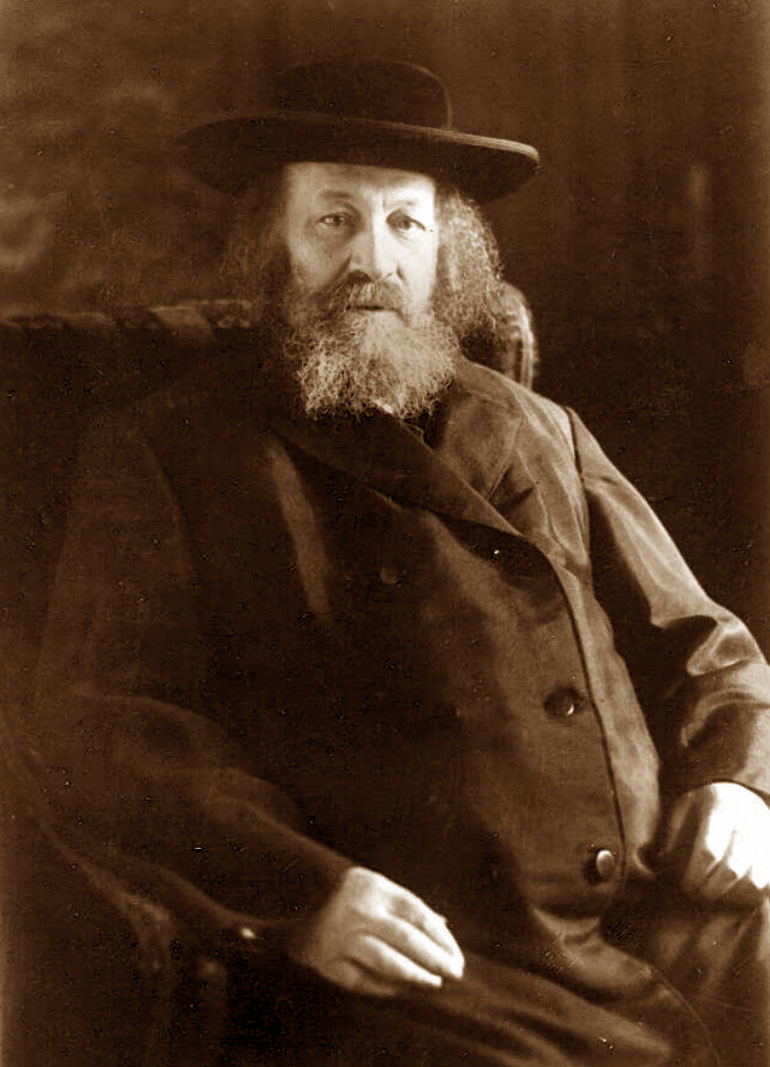
Yosef Tzvi Dushinsky (1865-1948)

Dushinsky (Hebreeuws: חסידות דושינסקיא , khsidus dushinskia) is een chassidische beweging gevestigd in Jeruzalem.
Het is een van de weinige chassidische bewegingen die niet vernoemd is naar een centraal- of Oost-Europees stadje. In plaats daarvan is het vernoemd naar de achternaam van de oprichter en eerste Rebbe. Het is een relatief nieuwe beweging, net zoals de meeste chassidische bewegingen die in Jeruzalem ontstaan zijn, zoals ook bijvoorbeeld Toldos Aharon.

## Dynastie
- Groot Rabbijn Yosef Tzvi Dushinsky (1865-1948)
  - Groot Rabbijn Yisroel Moshe Dushinsky (1921-2003)
    - Groot Rabbijn Yosef Tzvi Dushinsky, huidig Rebbe,
    - Rabbijn Mordechai Yehuda Dushinsky, opperrabbijn van Dushinsky in Ramat Beit Shemesh

## Geschiedenis
De eerste Rebbe van Dushinsky, Rebbe Yosef Tzvi Dushinsky, was de zoon van rabbijn Yisroel Dushinsky. Hij was een leerling van de schrijver van het boek Shevet Sofer, een kleinkind van de Chassam Sofer. Na zijn huwelijk met de dochter van rabbijn Mordechai Winkler, schrijver van het boek Levush Mordechai, werd rabbijn Dushinsky de opperrabbijn van het Hongaarse stadje Galanta. Zijn vrouw overleed kinderloos tijdens een epidemie gedurende de Eerste Wereldoorlog. Rabbijn Dushinsky trouwde daarop rebbetzin Esther, de dochter van rabbijn Joel Tzvi Neuhaus. Hij verhuisde naar het eveneens Hongaarse Chust, waar hij opperrabbijn werd. In 1921 werd hun zoon Yisroel Moshe geboren, en in 1930 verhuisde het gezin naar Jeruzalem. Kort daarna overleed de toenmalige opperrabbijn van de Jeruzalemse raad van rabbijnen, de Edah HaChareidis, en rabbijn Dushinsky werd als nieuwe opperrabbijn benoemd.
Rabbijn Dushinsky stond bekend om zijn felle verzet tegen het zionisme. Hij reisde in 1947 naar New York om bij de Verenigde Naties tegen de oprichting van de zionistische staat te lobbyen. Rabbijn Dushinsky overleed op 14 tisjri van het westerse jaar 1948, op de vooravond van Soekot, kort na de oprichting van de staat. In de Edah HaChareidis volgde rabbijn Zelig Reuven Bengis hem op als opperrabbijn, en zijn zoon Yisroel Moshe Dushinsky werd de nieuwe Rebbe van Dushinsky. Later werd ook Rebbe Yisroel Moshe opperrabbijn van de Edah HaChareidis. Rabbijn Yisroel Moshe overleed in 2003 en werd opgevolgd door rabbijn Yitzchok Tuvia Weiss in de Edah HaChareidis en door zijn zoon rabbijn Yosef Tzvi Dushinsky, die vernoemd is naar zijn grootvader, als Rebbe van Dushinsky.
Een beroemd student van Rebbe Yisroel Moshe, rabbijn Avrohom Yitzchok Ulman, is een van de vooraanstaande leden van de Edah HaChareidis. Hij woont in de Jeruzalemse wijk Givat Shaul en is daar rabbijn van een chassidische shul.
Dushinsky chassidim dragen dezelfde lange zwarte jassen als de meeste chassidim. Ze dragen niet de gestreepte grijs-witte jassen die bij Toldos Aharon en Toldos Avrohom Yitzchok gedragen worden. Op sjabbos dragen sommigen echter wel goudgele jassen en bruine mantels, zoals andere Yerushalmi joden. Anderen dragen dezelfde zwarte jassen die andere chassidiem ook op sjabbos dragen.
Sinds medio jaren 70 is Dushinsky gevestigd in een gebouw aan Shmuel HaNovi straat in Jeruzalem, aan de noordelijke rand van Meah Shearim. Onlangs is een nieuw gebouw bijgebouwd, waar nu de hoofdsynagoge gevestigd is. In de oude synagoge worden nu de feestelijke vieringen die bekendstaan als tishen gehouden.
Rabbijn Yosef Tzvi Dushinsky, de huidige Rebbe, spreekt vloeiend Jiddisch, Hebreeuws en Duits.